# Джехутихотеп II
Джехутихотеп II (также Тхутихотеп, Тотхотеп или Тхотхотп) (егип. Ḏḥwty-ḥtp) — номарх XV верхнеегипетского нома (септа) Унут в период правления фараонов Аменемхета II, Сенусерта II и Сенусерта III (конец XX — 1-я половина XIX вв. до н. э.). В состав его титулатуры входили титулы и эпитеты «наследный князь, номарх, великий предводитель нома Унут, владыка тайн своих святилищ, распорядитель жрецов, управитель Обоих Престолов, казначей царя Нижнего Египта, друг единственный, начальник Нехеба, страж Нехена, великий из Пяти в храмах Тота Верхнего и Нижнего Египта, предводитель номов Верхнего Египта». Внук номарха Нехери II.

## Происхождение
Джехутихотеп II происходил из могущественной династии номархов, управлявшей номом Унут со времён Первого переходного периода (или, по крайней мере, со времён прихода к власти XII династии). Его отец Каи (III), по всей видимости, был четвёртым сыном номарха Нехери II и, соответственно, младшим братом номархов Джехутинахта VI и Аменемхета, а также «хранителя печати царя Нижнего Египта» (егип. sḏ3wty-bity) Нехери (III). Сам Каи III служил при царском дворе, занимая должность верховного жреца погребального комплекса Сенусерта I в эль-Лиште. Матерью Джехутихотепа была Сат-хепер-ка, происхождение и род занятий которой неизвестны. У Джехутихотепа было две сестры, имена которых не сохранились.

## Политическая биография
Джехутихотеп родился, по-видимому, во время правления царя Сенусерта I (1956—1910 годы до н. э.). Должность номарха Унута Джехутихотеп II занял по наследству в период царствования Аменемхета II (около 1914—1879 годы до н. э.) либо Сенусерта II (1882—1872 годы до н. э.). По мнению некоторых исследователей, Джехутихотеп был назначен наследником номаршей должности ещё в конце правления своего деда Нехери II. В одной из надписей на фасаде гробницы Джехутихотепа указывается, что в детстве он был «царским ребёнком» (воспитанником) при дворе Аменемхета II, где видимо и получил образование вместе с детьми царя. В дальнейшем Джехутихотеп получил придворный титул «друга единственного» и возможно именно тогда наследовал пост номарха Уната по смерти своего дяди Аменемхета либо стал его соправителем, когда Аменемхет был ещё жив.
Будучи одним из наиболее могущественных номархов Унута, Джехутихотеп II претендовал на главенство над всем Верхним Египтом — об этом, в частности, свидетельствует принятый им титул «предводителя номов Верхнего Египта». Несмотря на своё положение, он оставался лояльным царям XII династии. В одной из надписей в своей гробнице Джехутихотеп с гордостью сообщает о «ежедневных приношениях», направляемых на уплату налогов царю «во веки веков».
Наградой за верность стало царское дозволение Джехутихотепу II возвести величественную и просторную усыпальницу в фамильном некрополе в Дейр эль-Берша и вытесать из цельной глыбы алебастра гигантскую статую сидящего Джехутихотепа. Сохранилась фреска из гробницы номарха, изображающая транспортировку его подданными этой статуи из алебастровых карьеров Хатнуба к гробнице Джехутихотепа на берегу Нила (следов самой статуи до настоящего времени не обнаружено). По подсчётам исследователей, эта статуя весила около 60 тонн, высота её составляла 13 локтей, то есть примерно 6 с половиной метров. На фреске изображён сам номарх, следовавший за статуей в сопровождении родственников, жрецов, опахалоносцев, воинов и оруженосцев, а также создатель статуи Сепи, сын Нахтанхи, руководивший работами по её транспортировке. На фреске имеются надписи, содержащие мнение участников происходящего: «О возлюбленный Тотом Джехутихотеп, любимый царём, всегда любимый горожанами своими, всегда хвалимый богами его (нома) всеми! Храмы в празднестве, сердца их радостны. Видят они милость к тебе от царя… Ном Унут в празднестве! Сердце его радуется. Старцы его, дети и воины его процветают. Дети его пляшут, сердца их в празднестве. Видят они владыку своего и сына владыки своего, осенённых милостью властелина — созидающих монументы свои».

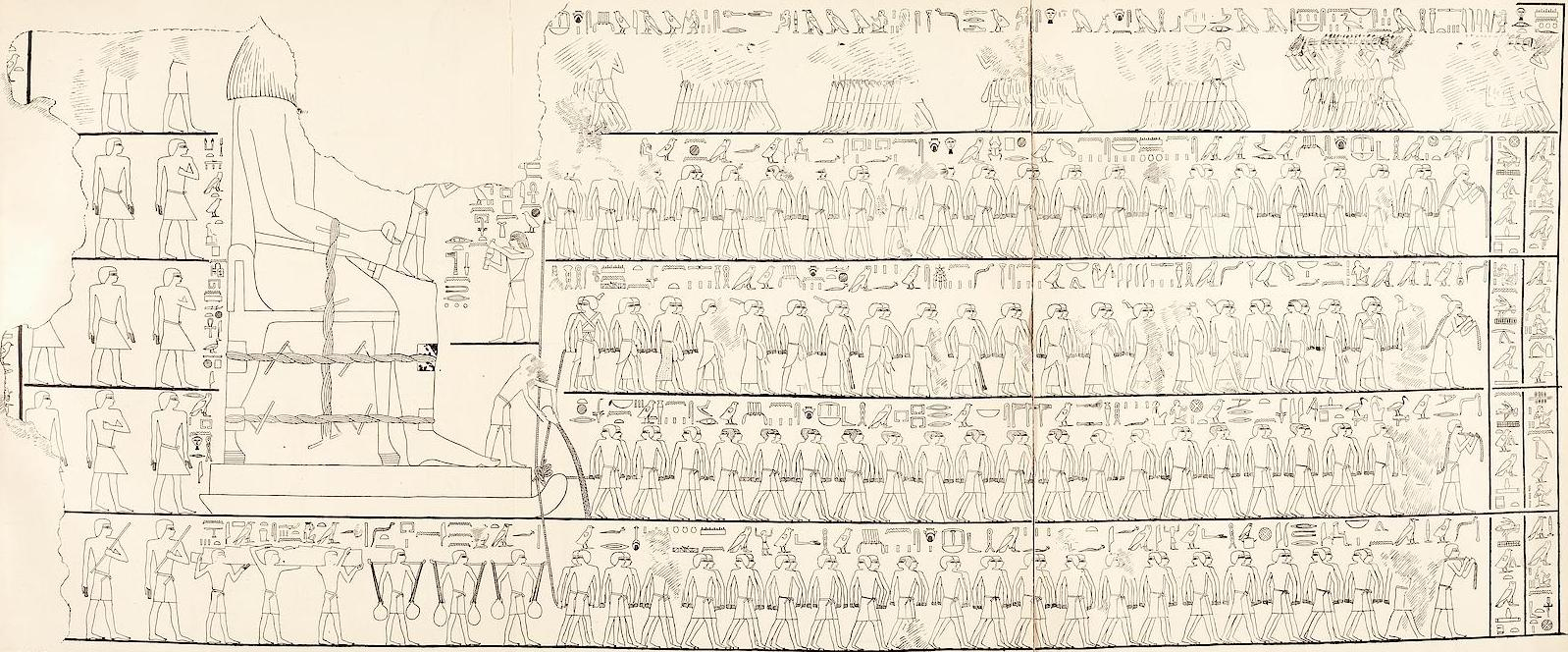
Транспортировка статуи Джехутихотепа II. Фреска из гробницы в Дейр эль-Берше

Статую, поставленную на деревянные салазки, волокли по специально построенной для этого дороге четыре ряда слуг (всего 172 человека), сопровождаемые восторженными криками подданных номарха. В надписи, комментирующей изображение, Джехутихотеп признавал сложность процесса транспортировки по этой дороге и отмечал энтузиазм присутствующих при этом жителей нома: «Воистину трудно, по мнению людей, тащить громаду по ней из-за камня тяжёлого постамента песчаникового. Повелел я, чтобы прибыли дружины юных рекрутов, дабы проложить для него дорогу, вместе с некропольским отрядом камнетёсов, и вместе с ними руководители опытные. Говорят люди, сильные рукой: „Идём мы, чтобы доставить его!“ Сердце моё радуется. Собравшиеся горожане ликуют. О, сколь прекрасно зрелище! — более вещи всякой. Старец там, опирающийся на ребёнка; сильные рукою вместе со слабыми. Сердца их воодушевлены. Руки их сильны. Каждый там силён, как тысяча человек. И вот образ этот прямоугольный выходит из горы! Велик он весом более вещи всякой… Рождённые мною и любимые мною красуются позади меня. Номовые люди мои воздают хвалебствия…».
Джехутихотеп II, по всей видимости, умер в период правления царя Сенусерта III — его имя, заключённое в картуш, упоминается в надписях гробницы номарха. В настоящее время неясно, наследовал ли кто-либо из сыновей Джехутихотепа должность номарха Унута после его смерти. Следующим известным науке номархом Унута в период царствования Сенусерта III или Аменемхета II является Джехутинахт VII, рождённый Анху, происхождение которого достоверно неизвестно.

## Титулатура

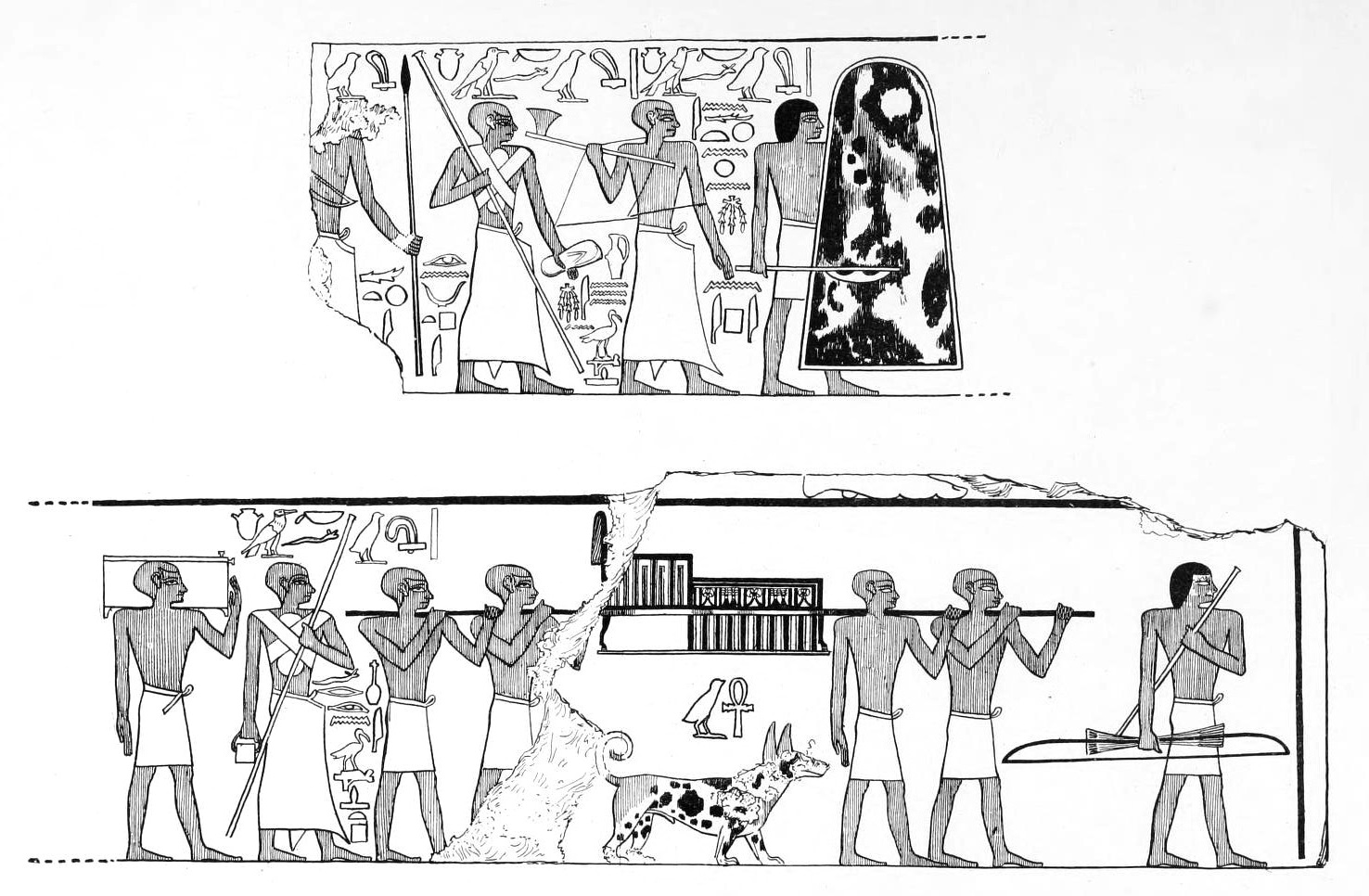
Оруженосцы и слуги Джехутихотепа II, следующие за ним во время транспортировки его статуи. Фреска из гробницы в Дейр эль-Берше

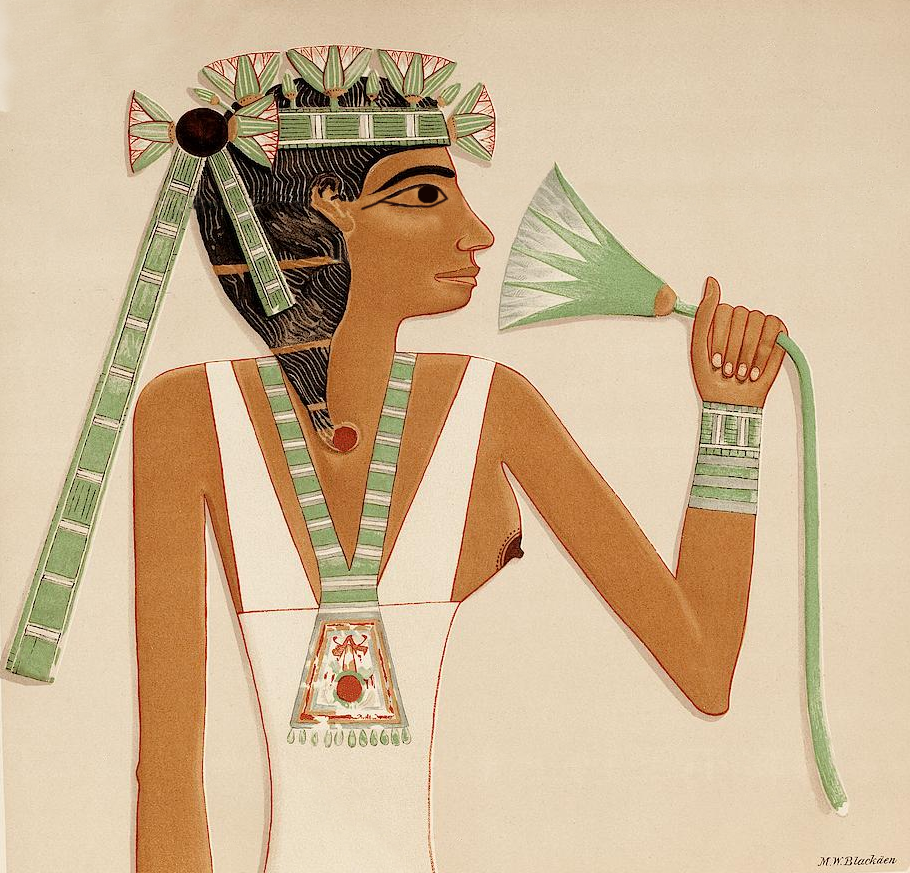
Одна из дочерей Джехутихотепа II. Фреска из гробницы в Дейр эль-Берше

Джехутихотеп II, традиционно для номархов Древнего Египта, одновременно занимал в своём номе высшие гражданские, военные и религиозные должности, обладая соответствующим набором титулов и эпитетов. Многочисленная и вариативная титулатура Джехутихотепа, по подсчётам исследователей, состояла не менее чем из 38 составляющих и включала в себя, помимо прочих, следующие титулы и эпитеты:
- «Наследный князь, номарх, великий предводитель нома Унут и владыка тайн своих святилищ»
- «Номарх, распорядитель жрецов и великий предводитель нома Унут»
- «Наследный князь, номарх, управитель божественных жертвоприношений, номарх и управитель Обоих Престолов»
- «Казначей царя Нижнего Египта, друг единственный, знакомый царю»
- «Начальник Нехеба, страж Нехена, жрец Маат»[13][14].

Согласно исследованиям Натали Фаври, среди всех титулов Джехутихотепа, обнаруженных на стенах его гробницы в некрополе Дейр эль-Берша, пять титулов являются уникальными — они встречаются только в надписях этого номарха:
- «Великий из Пяти в храмах Тота Верхнего и Нижнего Египта» (егип. wr djw m ḥwwt Ḏḥwty nt Šmʿw Tȝ-mḥw)
- «Великий из Пяти в доме Тота» (егип. wr djw m pr Ḏḥwty)
- «Начальник тайн во владениях Тота» (егип. ḥry sštȝ n ḫt Ḏḥwty)
- «Предводитель номов Верхнего Египта» (егип. ḥry-tp spȝwt Šmʿw)
- «Староста Дворца в Двойном Доме» (егип. smsw jst m prwy)[8].

Первые три из этих пяти титулов, равно как и титул «управитель Обоих Престолов», указывают на то, что Джехутихотеп II занимал должность верховного жреца бога Тота в Хемену, а титул «предводитель номов Верхнего Египта» свидетельствует о претензиях номарха Унута на административно-политическую гегемонию не только над своим номом, но и над всем Верхним Египтом.

## Семья
Джехутихотеп II был женат на Хатхорхетеп, служившей жрицей богини Хатхор и носившей титул «госпожи Дома». Среди многочисленных женщин, запечатлённых в семейных сценах на стенах гробницы Джехутихотепа, присутствуют меньшие по размеру изображения двух, одетых также как жена и сёстры номарха. Положение этих женщин обозначено словом анхет (егип. ʿnḫt), которое очевидно можно перевести как наложница. Сохранились имя и эпитеты одной из них: «анхет его, любимая им, творящая угодное ему ежедневно, Джехутихетеп».
У Джехутихотепа и Хатхорхетеп было восемь детей — три сына и пять дочерей. Сыновей звали Шемсуемхауеф, Сенусертанх и Нехери (IV). Из пяти имён дочерей Джехутихотепа сохранились только три: Небу-Унут, Сат-хепер-ка (II) и Сат-хеджет-хетеп (II).

## Гробница

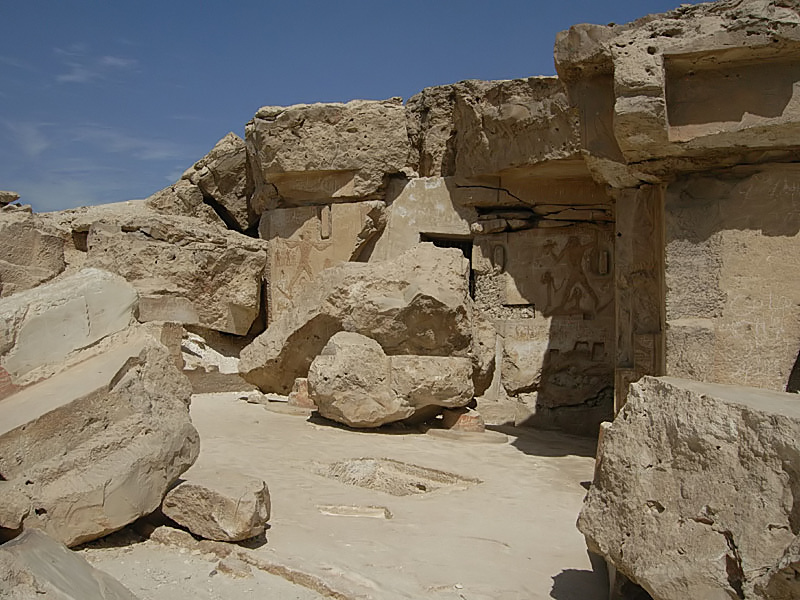
Руины фасада и внешней камеры гробницы Джехутихотепа II. Дейр эль-Берша

Гробница Джехутихотепа — наиболее впечатляющее и, вероятно, наиболее подробно изученное погребение в некрополе Дейр эль-Берша. К сожалению, много веков назад гробница сильно пострадала от землетрясения, которое полностью разрушило потолок внешней камеры и фронтальный фасад усыпальницы. Фасад, по-видимому, представлял собой величественное архитектурное сооружение, в центре которого находились две величавые колонны с капителями в форме пальмовых листьев, поддерживавшие массивный архитрав. Крапчатый, под мрамор, фасад был окрашен в розовый цвет с бледно-зелёными элементами. По сторонам были обнаружены надписи с именами царей Египта — современников Джехутихотепа.

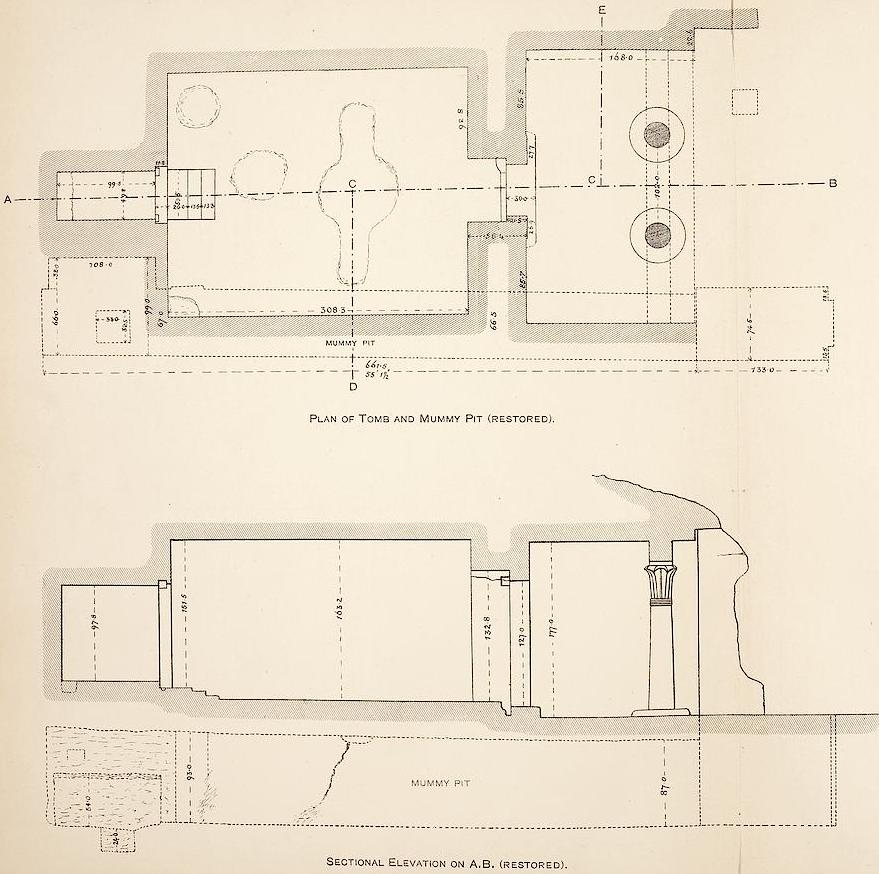
План гробницы Джехутихотепа II (Фасад и внешняя камера — справа). Реконструкция

Пространство за колоннами составляло претворявшую вход внешнюю камеру, стены которой были украшены рельефными изображениями сцен охоты на птиц при помощи сетей и рыбалки при помощи копья или гарпуна. Левая стена, ныне полностью разрушенная, вероятно, содержала сцены сражений и изображения борцов, подобные изображениям в гробницах Бени-Хасана того же периода. Узкий вход в усыпальницу ведёт из внешней камеры во внутренний (главный) прямоугольный зал, длина которого составляет 25 футов, ширина — 20, высота — 13 футов 6 дюймов. Стены главного зала покрыты рельефными и фресковыми изображениями. На внутренней стене фасада с левой стороны от входа изображена знаменитая сцена транспортировки алебастровой статуи Джехутихотепа («Колосс на салазках»), с правой — сцена плавания по Нилу и сцена приношения ежегодной дани в виде рогатого скота. На внутренней стене изображён сам Джехутихотеп со своей женой и одним из сыновей во время охоты на диких птиц при помощи сети. Номарх наблюдает за рыбаками, вытягивающими сеть на берег, и принимает пойманных птиц и рыб. Большая часть правой стены в результате землетрясения была разбита на фрагменты, по которым можно установить, что на ней были изображены члены семьи номарха, а также его рабы, занятые сельскохозяйственными работами, садоводством и другими повседневными занятиями.
Посреди внутренний стены главного зала находится святилище покойного номарха, представляющее из себя вырубленную в скале небольшую камеру уровнем на три низкие ступени выше пола. Ширина святилища составляет около 4 футов, длина и высота — 8 футов. Боковые стены святилища украшены сценами приношения жертв. В отличие от многих других подобных святилищ в гробницах сановников Среднего царства, в святилище Джехутихотепа II не было обнаружено его статуи. На внутренней стене святилища находится барельеф, изображающий Джехутихотепа вместе с его отцом Каи. Обе фигуры изображены равной высоты и расположены друг напротив друга.
Гробница Джехутихотепа II, как и весь некрополь Дейр эль-Берша, была открыта в 1817 году во время экспедиции британских морских офицеров Джеймса Манглса и Чарльза Ирби. Наиболее полно гробница была исследована и подробно описана Перси Ньюберри, издавшим её описание в 1895 году.